# Dasychira planozona
Dasychira planozona är en fjärilsart som beskrevs av Collenette 1935. Dasychira planozona ingår i släktet Dasychira och familjen tofsspinnare. Inga underarter finns listade i Catalogue of Life.